# Arctostaphylos mewukka
Arctostaphylos mewukka är en ljungväxtart. Arctostaphylos mewukka ingår i släktet mjölonsläktet, och familjen ljungväxter.

## Underarter
Arten delas in i följande underarter:
- A. m. mewukka
- A. m. ravenii
- A. m. truei

## Bildgalleri

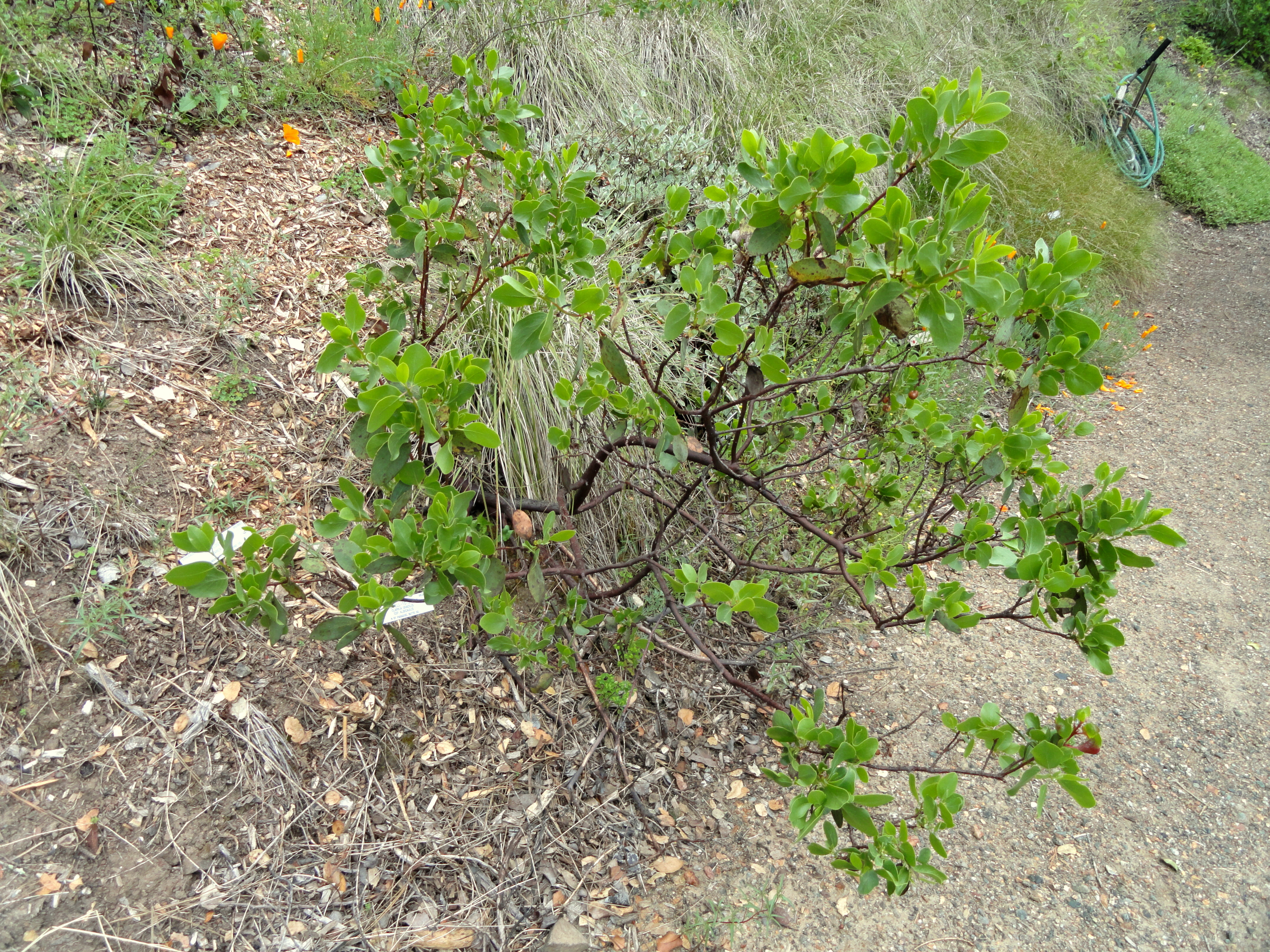
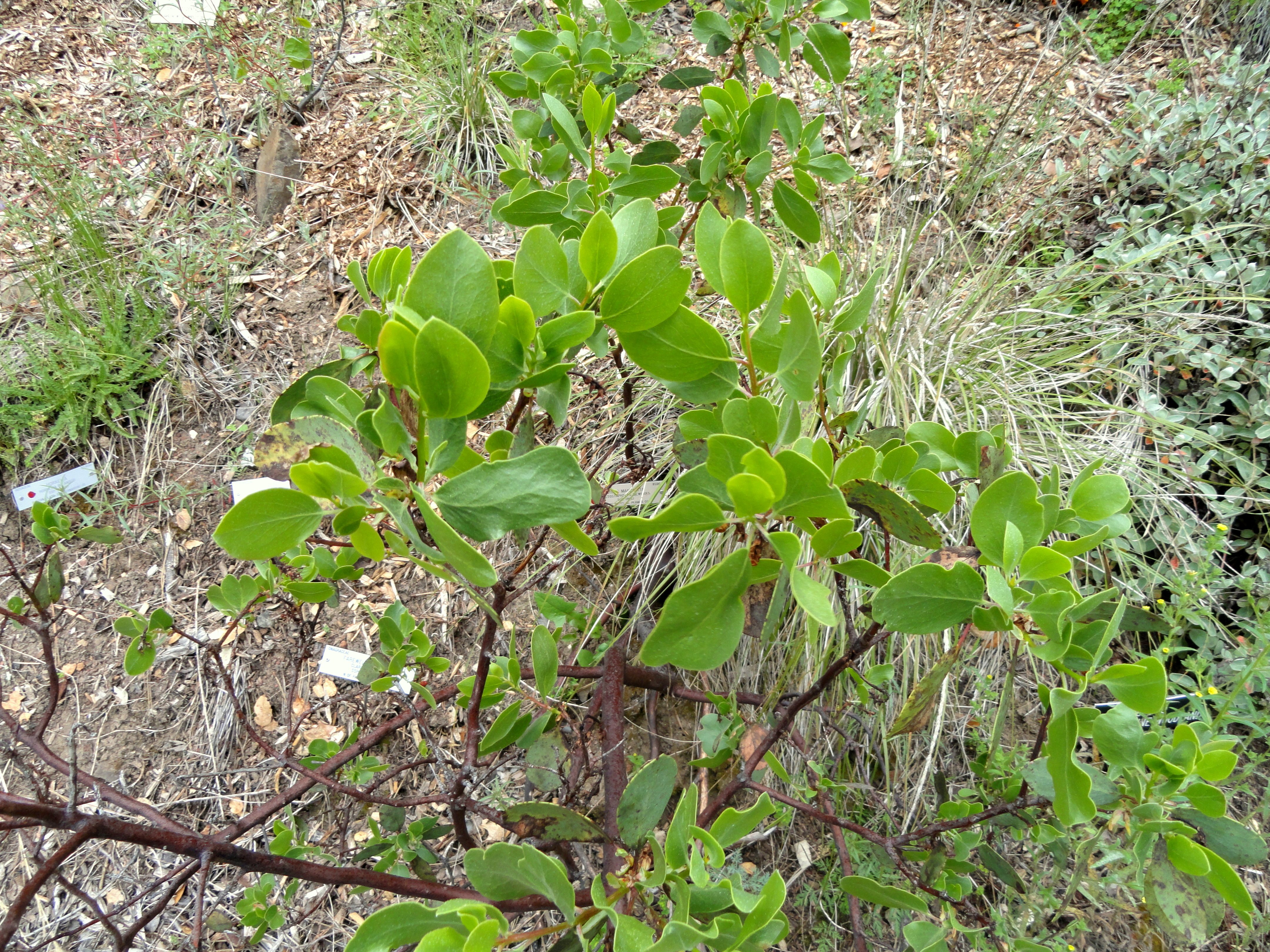
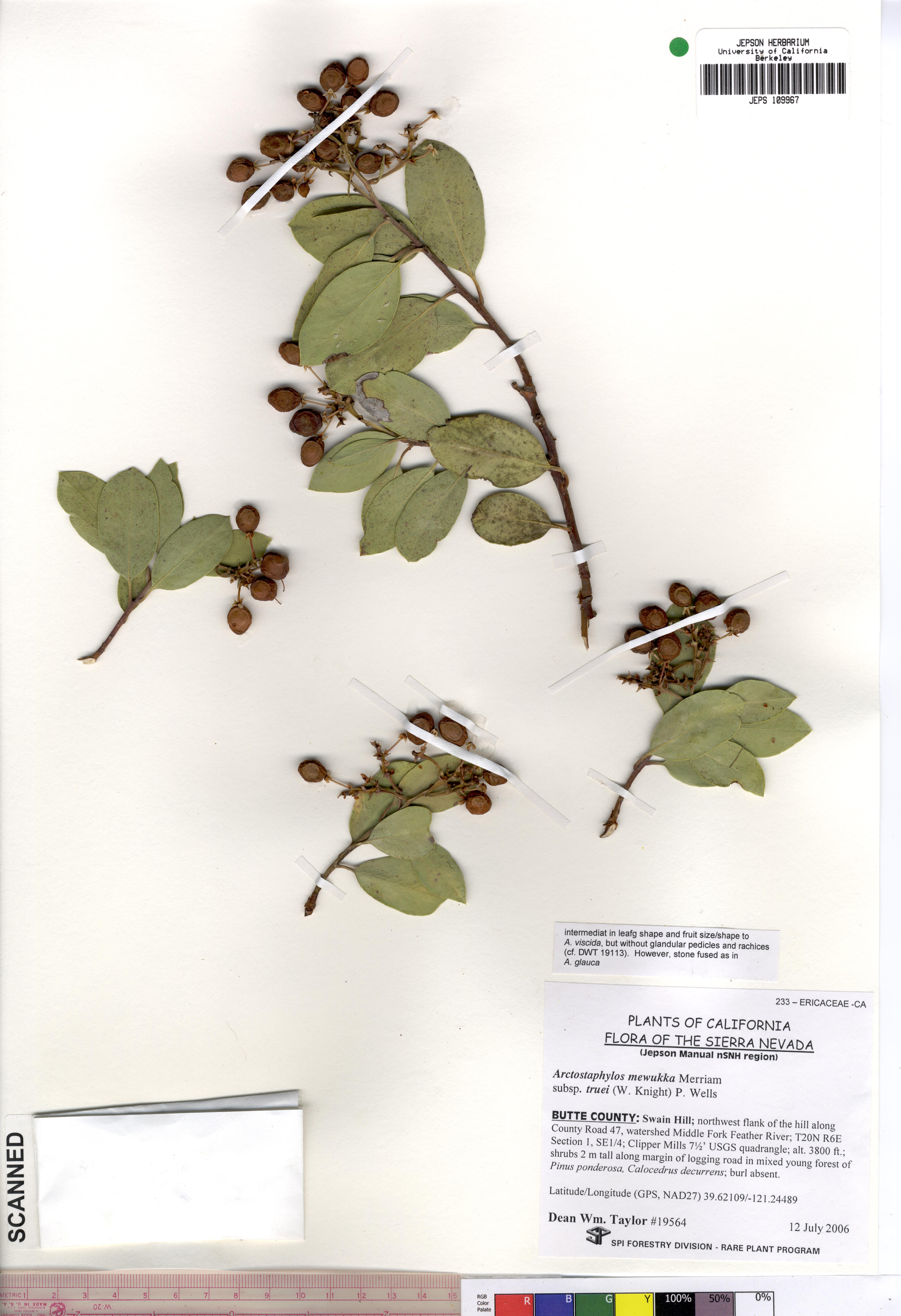
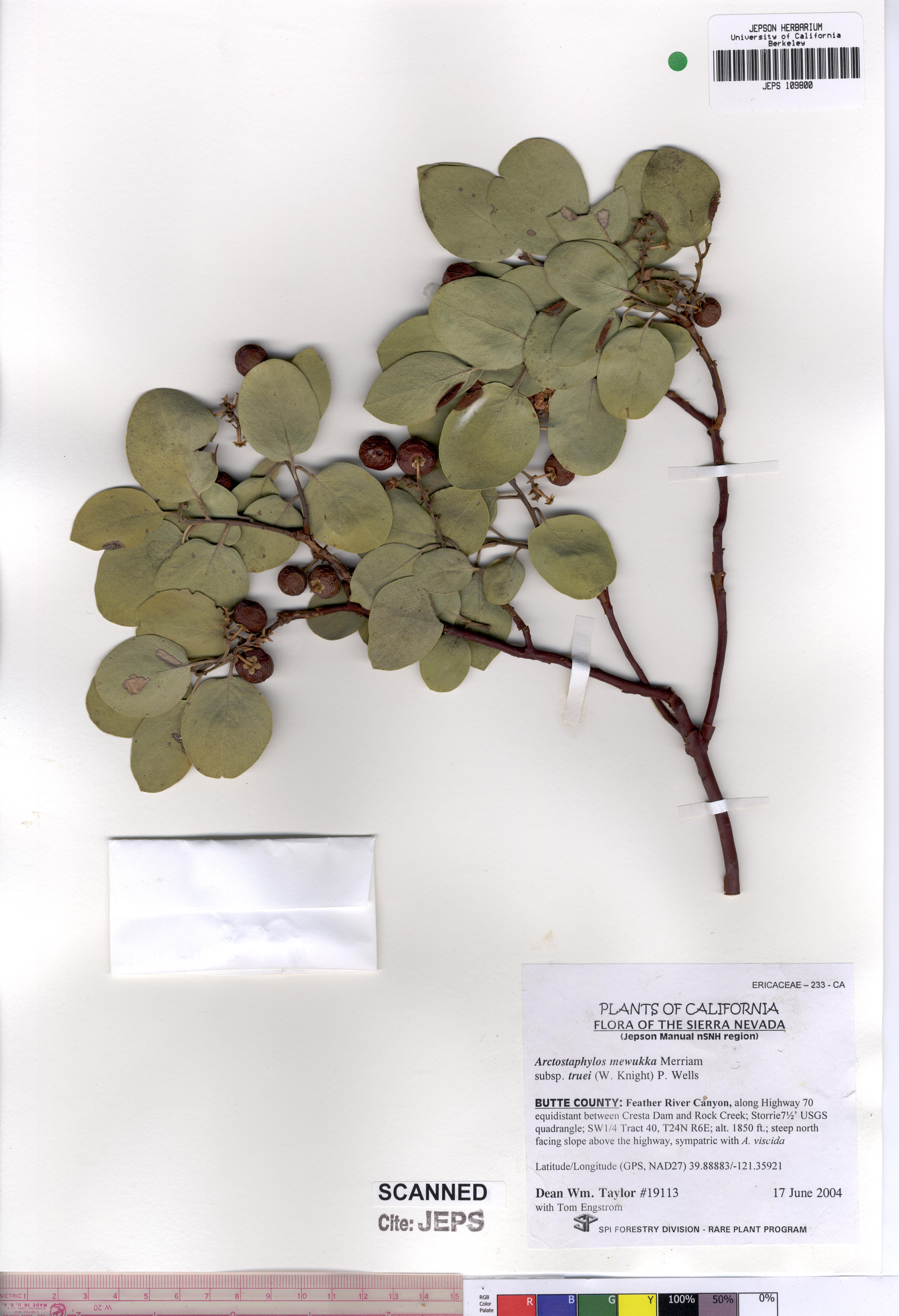